# Nowi Polanie
Nowi Polanie – polski zespół rhythm and bluesowy, będący krótkotrwałą kontynuacją zespołu Polanie.

## Historia
Polanie rozpadli się w kwietniu 1968 roku. We wrześniu Włodzimierz Wander (saksofon tenorowy) i Andrzej Nebeski (perkusja) założyli zespół i rozpoczęli działalność pod nazwą „Nowi Polanie”. W jego skład wchodzili także: Dana Lerska (śpiew), Wojciech Skowroński (śpiew, fortepian), Andrzej Mikołajczak (organy), Zbigniew Karwacki (saksofon tenorowy) i Hubert Szymczyński (gitara basowa). 
Oficjalny debiut zespołu miał miejsce 3 października 1968 roku w Telewizyjnej Giełdzie Piosenki, jednakże nie udało się w pełni wykorzystać potencjału nowego wcielenia Polan. Po nagraniu kilku piosenek dla Programu III PR i Młodzieżowego Studia „Rytm”, a także zagraniu kilku koncertów, Nowi Polanie przestali istnieć z końcem 1968 roku. Po rozwiązaniu grupy Wander założył zespół Wanderpol, którego wokalistką została D. Lerska. Nebeski formując Grupę ABC, bazował na niektórych muzykach Nowych Polan, a byli to: W. Skowroński, H. Szymczyński, A. Mikołajczak i Z. Karwacki. Zestaw archiwalnych nagrań radiowych grupy Nowi Polanie ukazał się po raz pierwszy na płycie kompaktowej Polan pt. Długo się znamy. Nagrania archiwalne z lat 1966–1968 (KAMCD 69) w listopadzie 2017 roku – zaś utwór pt. Wade in the water opublikowano jedynie na płycie winylowej pt. A ty pocałujesz mnie. Radio sessions & rare recordings 1965–1968 (KAMLP 20).

## Dyskografia

### Nagrania radiowe
1968: Śniło mi się (voc. W. Skowroński), Do jeziora spadła gwiazda (voc. W. Skowroński), Rzuciłbym to wszystko (voc. W. Skowroński), Piekło i niebo (voc. W. Skowroński), Pierwszy dzień jesieni (voc. D. Lerska i W. Skowroński), Zenek (voc. W. Skowroński), Ty, wszędzie ty (voc. D. Lerska), Wade in the water (instr.)